# Жамевю
Жамевю́, или жаме́ вю (фр. jamais vu [ʒa.mɛ.vy] — «никогда не виденное») — состояние, противоположное дежавю, внезапно наступающее ощущение того, что хорошо знакомое место или человек кажутся совершенно неизвестными или необычными, как бы увиденными в первый раз. Возникает впечатление, что знания о них мгновенно и полностью исчезли из памяти. 
Исследования показывают, что ощущение дежавю хотя бы раз в жизни испытывает до 97 % человек. Жамевю встречается гораздо реже. Но повторяющиеся криптомнезии (так называют все искажения памяти) врачи считают одним из симптомов какого-либо психического расстройства. Чаще всего они сопровождают органический психоз, эпилепсию, неврозы, частичный истерический транс или шизофрению. 
Жамевю может быть временным явлением у психически здоровых лиц при тяжёлом психическом напряжении или переутомлении.
Аналогичные явления: жаме векю (jamais vecu — «никогда не пережитое») или жаме эпруве (jamais éprouvé — «никогда не испытанное»), жаме сю (jamais su — «никогда не знаемое»), жаме антандю (jamais entendu — «никогда не слышанное»).